# Puebla de Alcocer
Puebla de Alcocer es un municipio y localidad española de la provincia de Badajoz, en la comunidad autónoma de Extremadura. El término municipal, ubicado en la comarca de La Siberia, tiene una población de 1107 habitantes (INE 2024).

## Geografía
Integrado en la comarca de La Siberia Extremeña, se sitúa a 177 kilómetros de la capital provincial. El término municipal tiene una superficie de 296,7 km² y la localidad se sitúa en la zona sur del mismo, sobre la falda septentrional de la sierra del castillo, y dentro un paraje natural privilegiado.
El término municipal está atravesado por las siguientes carreteras: 
- Carretera nacional N-430, que une Badajoz con Ciudad Real, en el pK 150 y entre los pK 176-181. Atraviesa el puerto de los Carneros (517 metros) en el límite con Garbayuela.
- Carretera autonómica EX-103, que permite la comunicación con Talarrubias y Castuera.
- Carretera autonómica EX-350, que se dirige hacia Orellana la Vieja.
- Carretera local EX-322, que conecta con Cabeza del Buey.

El relieve del municipio está definido por una extensa llanura, con elevaciones y pequeñas sierras aisladas, en la que se encuentra el embalse de Orellana del río Guadiana y el embalse de La Serena del río Zújar. En el embalse de La Serena desemboca también el río Guadalemar. El noreste del territorio es más montañoso, dominado por la sierra de El Escorial. En el extremo norte discurre el río Gargáligas, que represa sus aguas en el embalse del mismo nombre. La altitud oscila entre los 771 m al noreste (pico Chamorro) y los 325 m en el embalse de Orellana. El pueblo se alza a 527 m sobre el nivel del mar. 
El municipio está dividido en dos partes. El que incluye al pueblo presenta los siguientes límites: 
| Noroeste: Logrosán (Cáceres)  | Norte: Casas de Don Pedro (exclave) y Talarrubias (exclave) | Noreste: Casas de Don Pedro y Talarrubias    |
| Oeste: Navalvillar de Pela    |                                                             | Este: Casas de Don Pedro (exclave) y Siruela |
| Suroeste: Navalvillar de Pela | Sur: Esparragosa de Lares                                   | Sureste: Esparragosa de Lares                |

El exclave oriental presenta los siguientes límites: 
| Noroeste: Talarrubias                  | Norte: Herrera del Duque | Noreste: Fuenlabrada de los Montes |
| Oeste: Talarrubias                     |                          | Este: Garbayuela                   |
| Suroeste: Casas de Don Pedro (exclave) | Sur: Siruela             | Sureste: Siruela                   |

### Época romana

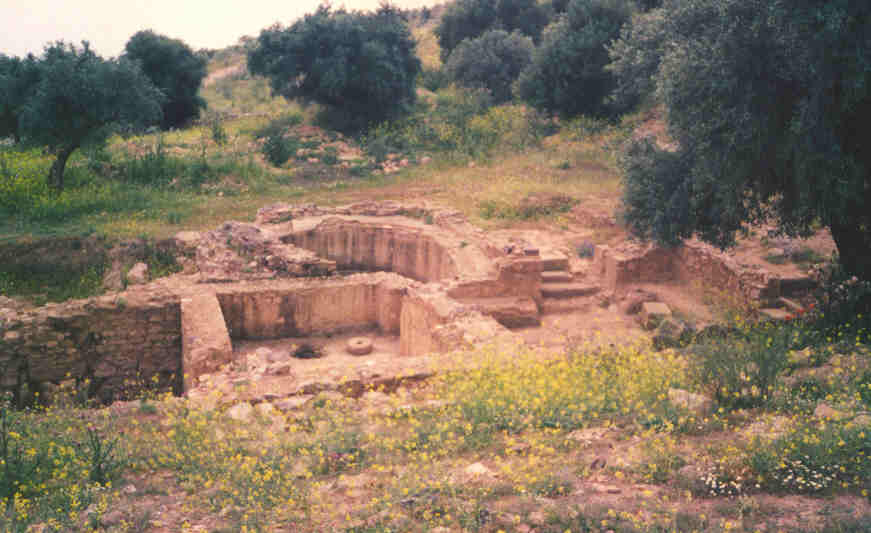
Villa romana de Lacimurga

### Castillo

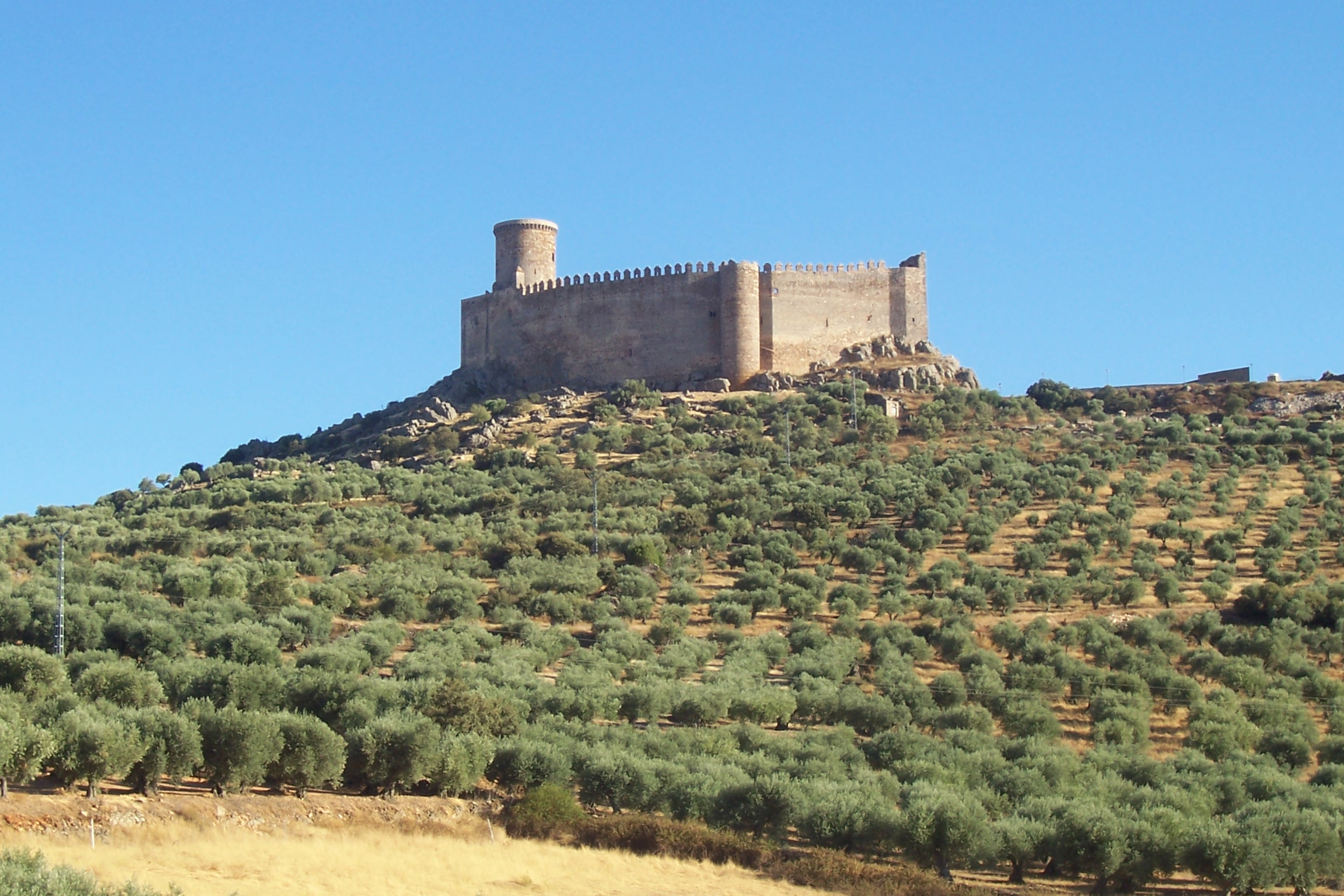
Castillo

### Iglesia de Santiago Apóstol

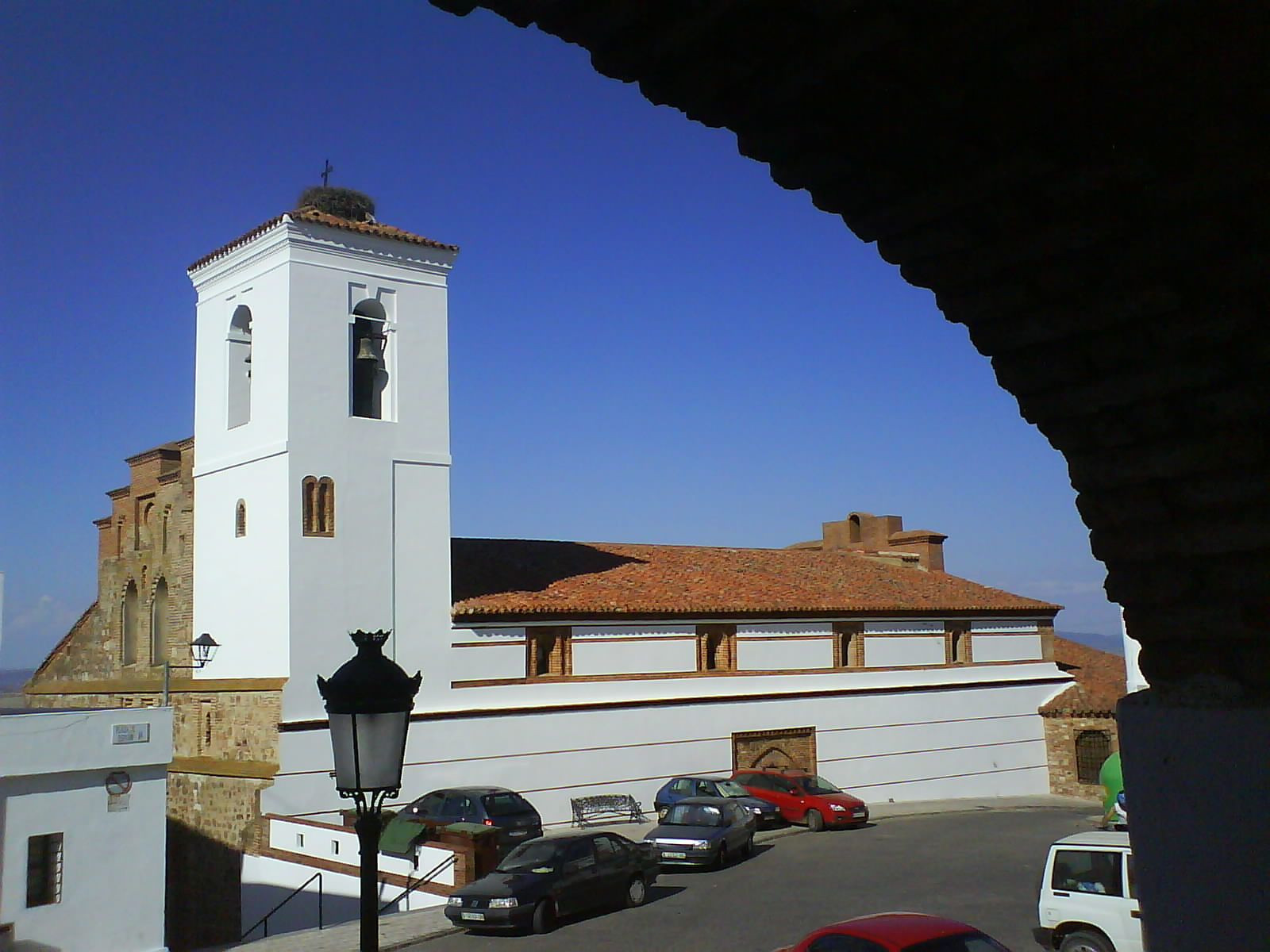
Iglesia de Santiago Apóstol

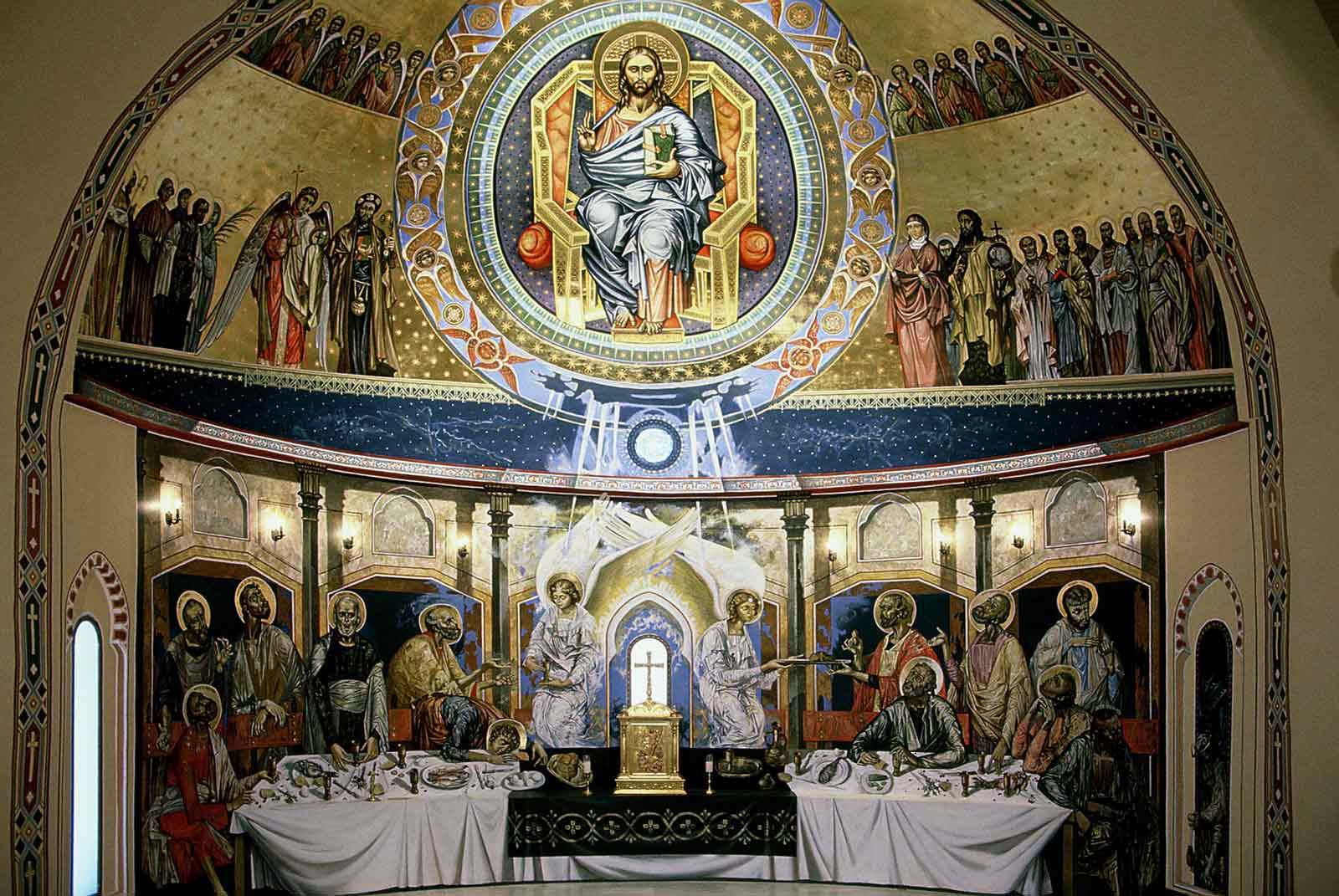
Presbiterio

### Convento de San Francisco

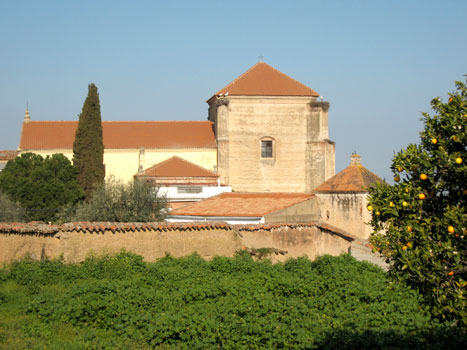
Convento de San Francisco

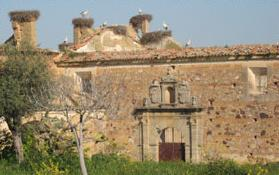
Convento de la visitación

### Convento de la visitación

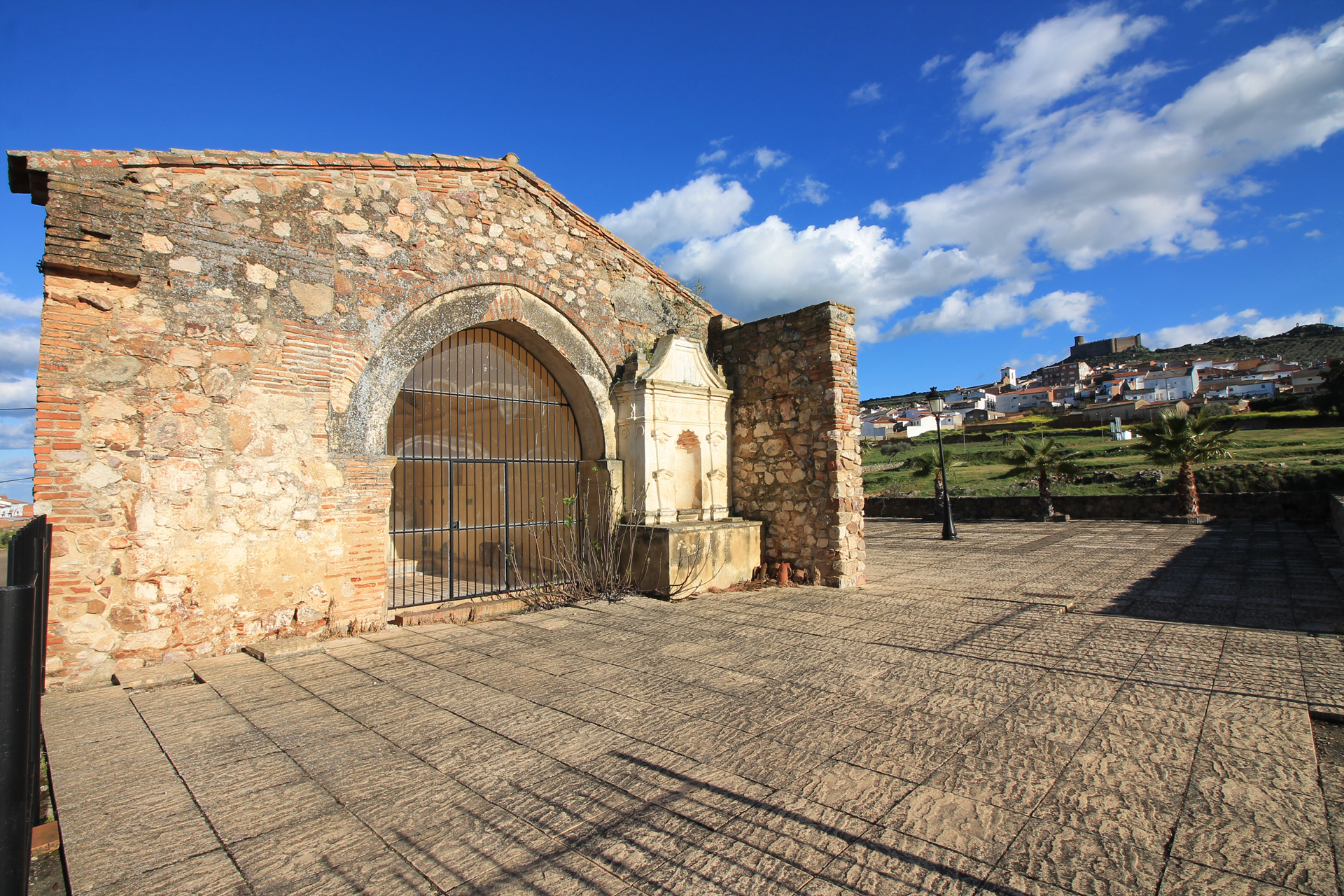
Ermita de San Antón

### Ermita de San Isidro

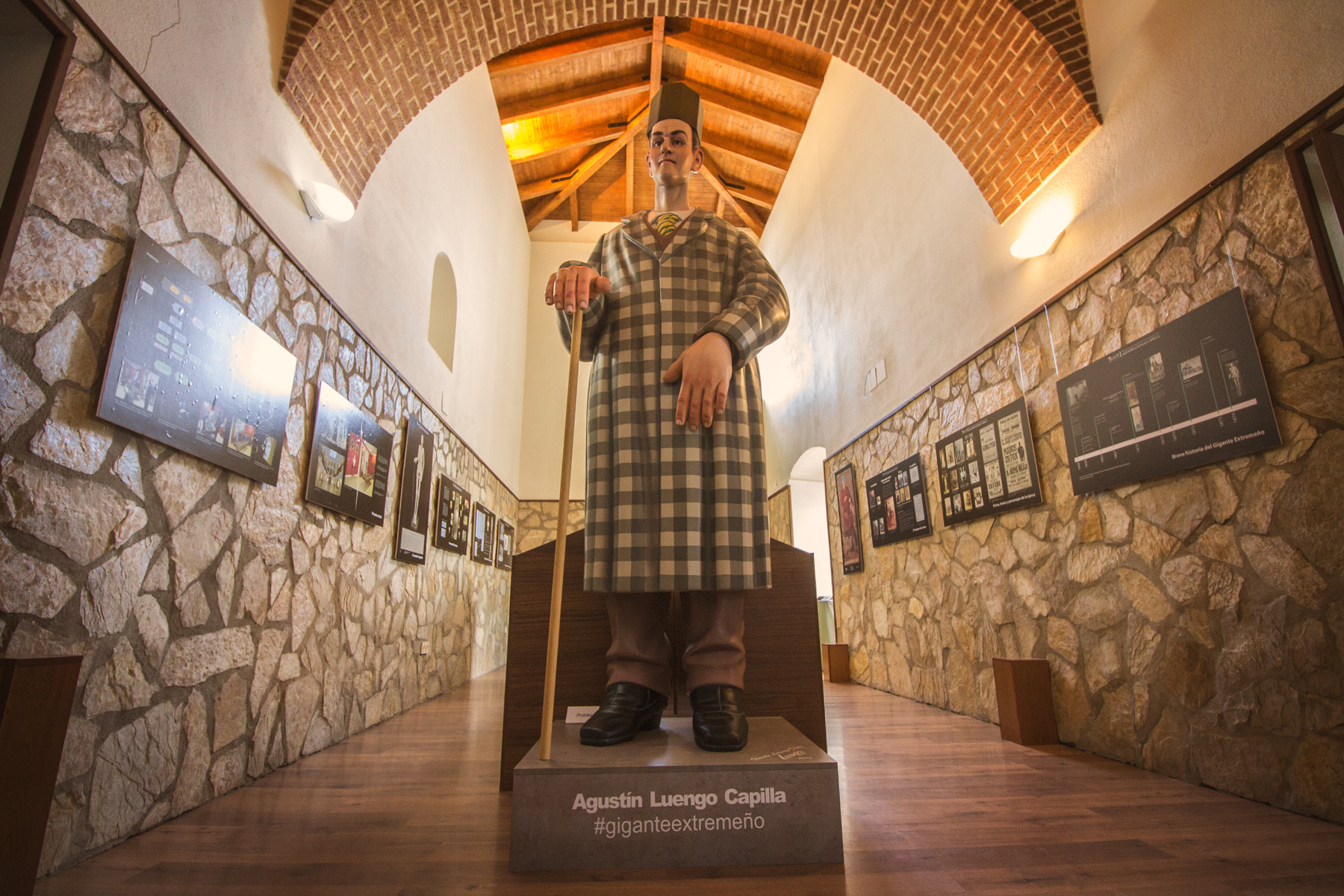
Sala central de museo

### Museo Etnográfico

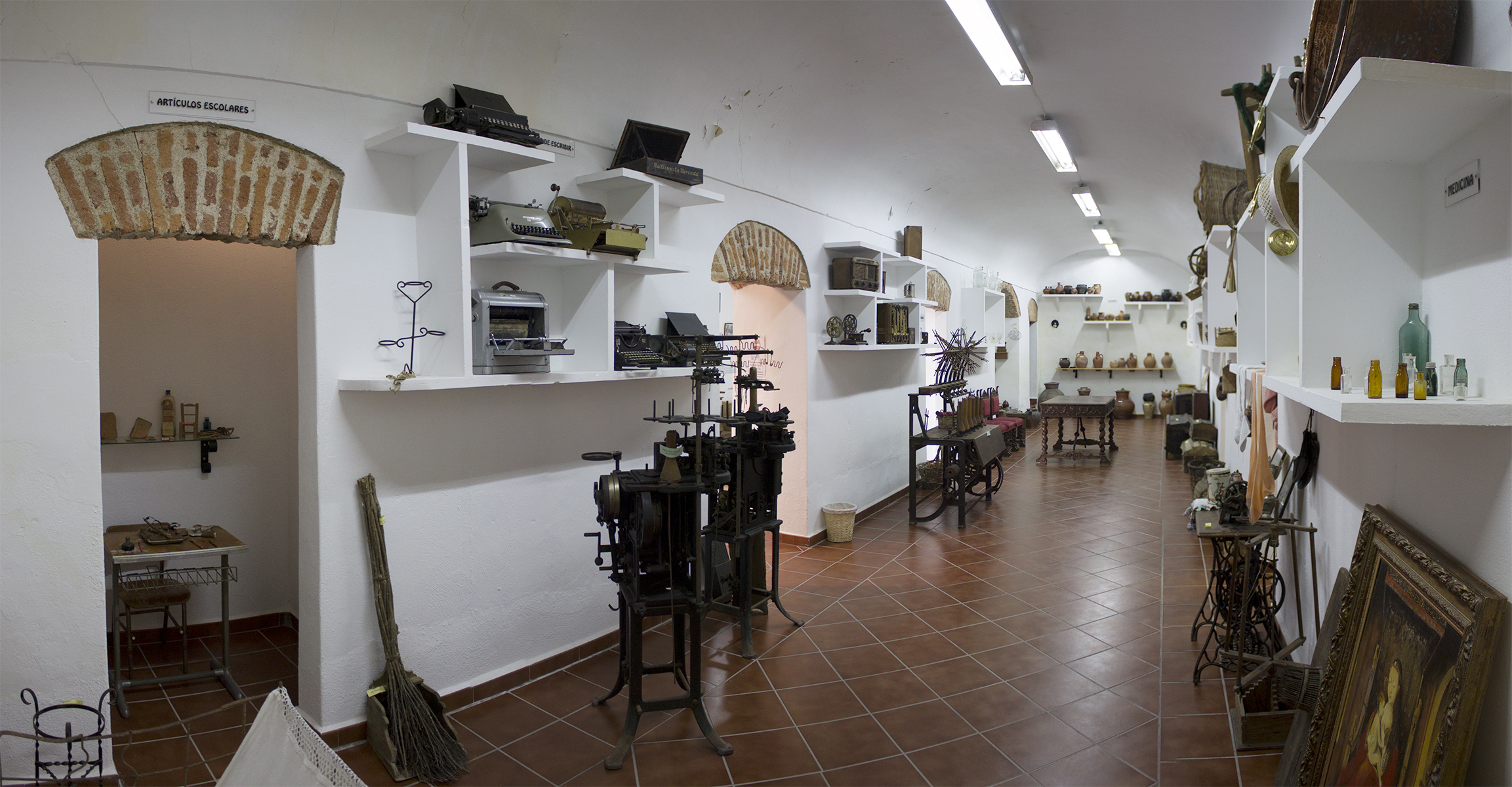
Sala central del museo etnográfico

### Fiestas

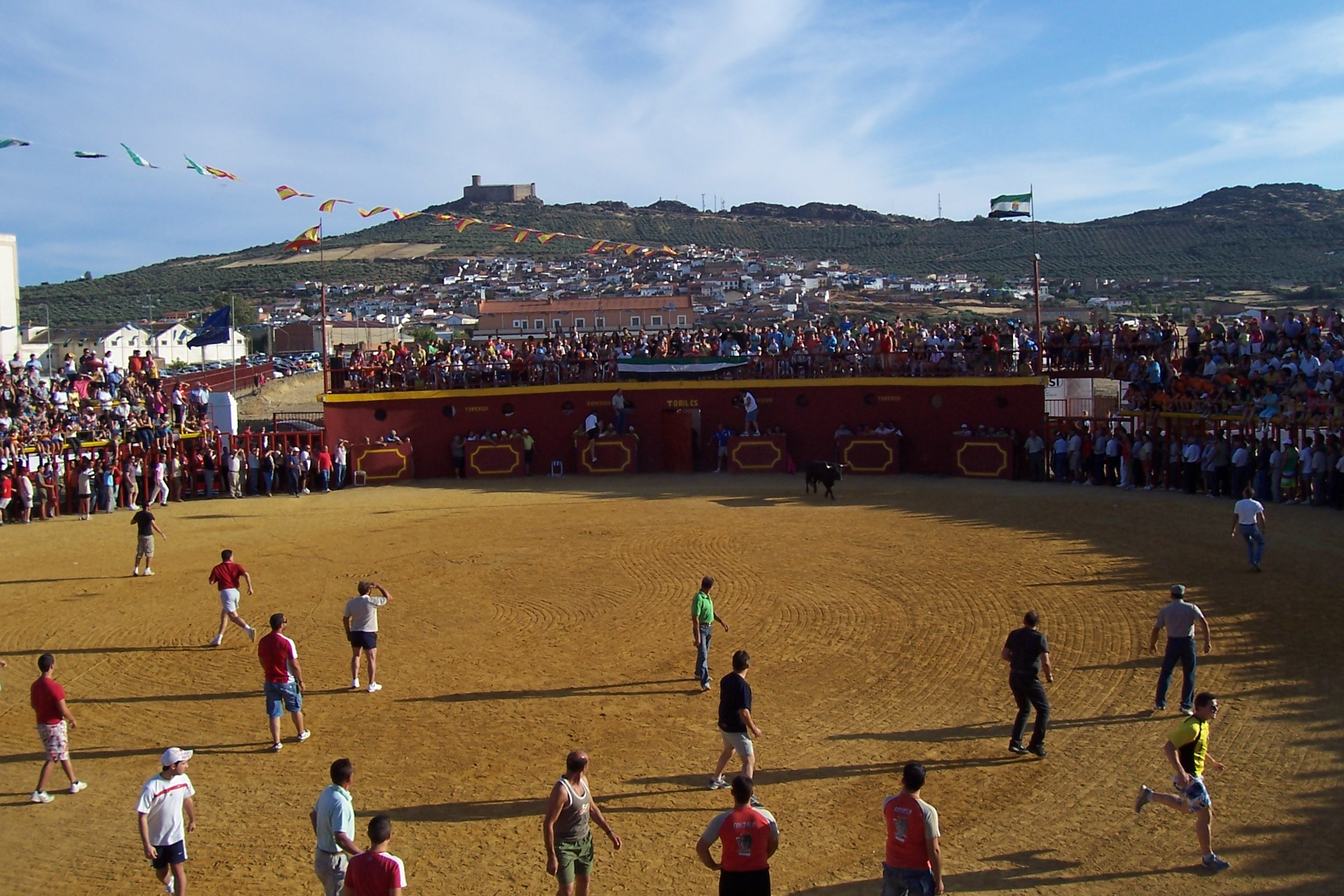
Festejos taurinos de agosto